# Джеланди (Казахстан)
Джеланди́ (каз. Жыланды) — село у складі Бескарагайського району Абайської області Казахстану. Входить до складу Глуховського сільського округу.
Населення — 413 осіб (2021; 450 у 2009, 507 у 1999, 638 у 1989).
Національний склад станом на 1989 рік:
- казахи — 55 %
- росіяни — 35 %

Станом на 1989 рік село називалось Жиланди.